# أربع بنات (فلم)
أربع بنات فيلم بحريني أخراج حسين الحليبي بطولة هبة الدري، ابتسام العطاوي، شيماء جناحي ودارين الشيخ وخالد الرويعي وسعاد علي والعديد من النجوم من البحرين وقد رشح الفيلم لجوائز عديدة.

## وصلات خارجية
- مقالات تستعمل روابط فنية بلا صلة مع ويكي بيانات